# Schilleriella
Schilleriella är ett släkte av steklar. Schilleriella ingår i familjen sköldlussteklar.
Kladogram enligt Catalogue of Life:
| Schilleriella | \| \| Schilleriella brevipterus \| \| \| \| \| \| Schilleriella pulchra \| \| \| \| |
|               | \| \| Schilleriella brevipterus \| \| \| \| \| \| Schilleriella pulchra \| \| \| \| |
|               | Schilleriella brevipterus                                                           |
|               |                                                                                     |
|               | Schilleriella pulchra                                                               |
|               |                                                                                     |